# 238 f.Kr.

## Händelser

### Efter plats

#### Karthago
- Hamilkar Barkas slår till mot underhållslinjerna för den legohär, som belägrar Karthago, vilket tvingar den att avbryta belägringen av staden. Han fortsätter sedan att utkämpa ett antal strider mot legosoldaterna, vilket gör att de aldrig får tid att återhämta sig. Hamilkar lyckas tvinga in legosoldaterna i en dalgång genom slaget vid "Sågen", varpå legosoldaterna blir belägrade i dalgången.
- Legohären, som står under Spendius befäl, försöker kämpa sig ur belägringen, men blir fullständigt besegrad av Hamilkar Barkas karthagiska styrkor. Efter slaget låter Hamilkar avrätta omkring 40.000 upproriska legosoldater.
- Hamilkars arméer erövrar ett antal upproriska libyska städer. Alla de libyska bosättningar, som har gjort uppror mot Karthago, kapitulerar, med undantag för Utica och Hippacritae.
- Hamilkar och en annan karthagisk general, Hannibal, belägrar Mathos legohär vid Tunis och korsfäster de infångade legobefälhavarna inom synhåll från legohärens befästningar.
- Mathos utnyttjar en svag punkt i Hannibals försvar och inleder ett anfall mot hans armé, där han infångar Hannibal och flera andra höga karthagiska befälhavare, vilka sedan blir korsfästa av Mathos.
- Karthagiska förstärkningar ledda av Hanno den store går med i striderna och de besegrar Mathos legostyrkor och fångar Mathos.
- De karthagiska arméerna belägrar och erövrar Utica och Hippacritae, vilket gör slut på det karthagiska inbördeskriget.
- Romarna förklarar krig mot Karthago angående kontrollen över Sardinien. Karthagerna böjer sig dock inför romarnas krav och ger upp Sardinien, hellre än att ge sig in i ett nytt kostsamt krig.

#### Egypten
- Kanopos förordning, även känd som "Tanistavlan", är en minnesplatta präglad av en samling präster till Ptolemaios III Euergetes och hans gemål Berenike II:s ära. Förordningen, skriven på grekiska, demotiska och hieroglyfer är ett tvåspråkigt egyptiskt edikt som i modern tid ger en möjlighet att lösa hieroglyfernas och den demotiska skriftens gåta.

#### Persien
- Arsakes, som är hövding över den iranska nomadstammen parnierna, mördar den seleukidiske guvernören i Persien, Andragoras, varpå han etablerar det partiska riket i det område han erövrar från den seleukidiske kungen Antiochos II i avlägsna delar av norra Iran, i nuvarande Turkmenistan.

#### Rom
- Floratemplet invigs.

## Avlidna
- Andragoras, seleukidisk satrap (guvernör) av Partien
- Xun Zi, kinesisk filosof (död omkring detta år)